# Baaba Maal

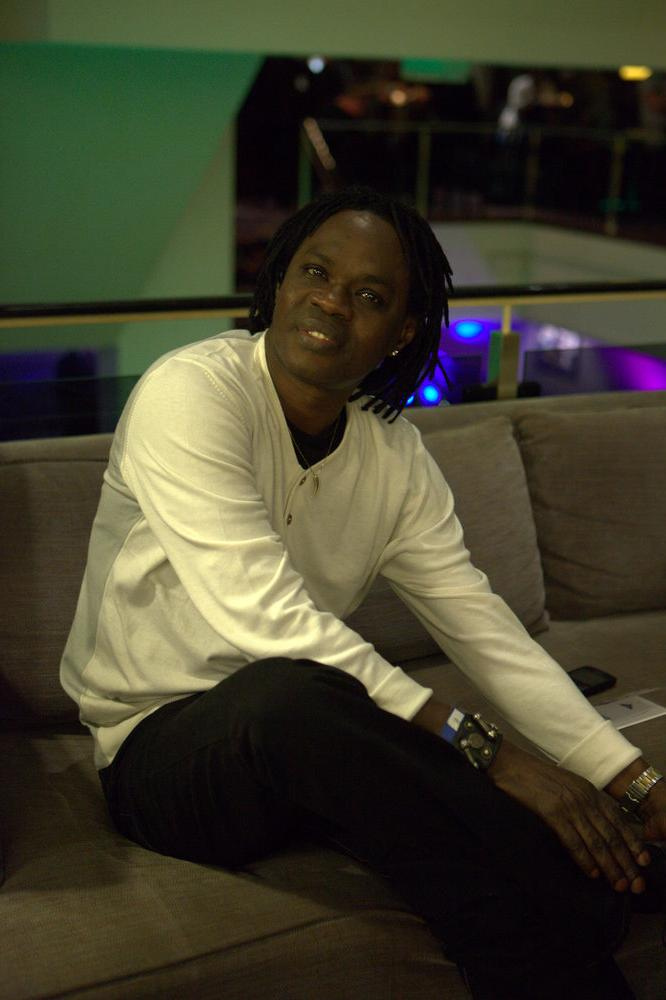
Baaba Maal (2011)

Baaba Maal (* 13. Juni 1953 in Podor) ist ein senegalesischer Sänger, der über 15 Alben veröffentlicht hat. Er singt meist in seiner Muttersprache Pulaar, die zur Fulfulde-Gruppe gehört.

## Biographie
Er wurde 1953 in Podor in der senegalesischen Provinz Fouta geboren und gehört zum Volk der Tukulor (auch Haalpulaar). Seine Eltern waren Fischer, aber seine Mutter sang zum Vergnügen, wodurch er mit A-cappella-Gesang und traditionellen Melodien vertraut wurde. 1974 beschloss er, in Dakar Musik zu studieren und später auch in Paris. 1984 kehrte er nach Senegal zurück, weil seine Mutter gestorben war, und blieb dort. 1985 gründete er die Band Daande Lenol (Stimme des Volkes) aus neun Musikern, unter ihnen auch Mansour Seck und Mbassou Niang. Baaba Maal versucht, eine seinen Wurzeln nahe Musik zu entwickeln (z. B. Kora, Tama), verwendet aber auch moderne Elemente (z. B. E-Gitarre). Er arbeitete an dem 1989 erschienenen Soundtrack Passion: Music for The Last Temptation of Christ von Peter Gabriel für den Film The Last Temptation of Christ von Martin Scorsese mit und war auch auf dem ergänzenden Album Passion – Sources zu hören. Im Jahr 2001 arbeitete er gemeinsam mit Hans Zimmer am Score zum Film Black Hawk Down und übernahm den Gesangspart in vier Musikstücken. Am 7. Juli 2007 trat er im Rahmen des Live-Earth-Konzerts in Südafrika auf. 2008 nahm er den Titelsong zum Computerspiel Far Cry 2 auf. Bei einem Konzert im Rahmen der weltweiten Masterpeace-Veranstaltungen trat Baaba Maal im September 2014 im Amsterdamer Ziggo Dome gemeinsam mit Oleta Adams und dem ZO! Gospel Choir auf.

## Diskografie
- Wango, 1988
- Djam Leelii, 1989
- Taara, 1990
- Baayo, 1991
- Lam Toro, 1993
- Firin' in Fouta, 1994
- Nomad Soul, 1998
- Missing You, 2001
- Television, 2009
- Johannesburg, 2016 (mit Mumford & Sons)[7]
- There Will Be Time, 2016 (Single, mit Mumford & Sons, UK: Silber)[8]
- The Traveller, 2017